# ロドス包囲戦
ロドス包囲戦（ロドスほういせん）は、ディアドコイ戦争におけるデメトリオス1世とロドス島との間で紀元前305年－紀元前304年に戦われた包囲戦である。

## 背景
当時ロドス島は強力な海軍を有する商業国家であった。ロドス島はディアドコイとは中立関係を維持していたが、ディアドコイの一人でエジプトを統治するプトレマイオス1世とは密接な関係を持っていた。プトレマイオスと敵対するデメトリオスはロドスがその海軍力をプトレマイオスに提供するのを懸念していた。

## 包囲
そこでデメトリオスは艦隊200隻と補助船150隻、そして多くの海賊船を率い、ロドス島を包囲した。また、彼の艦隊には略奪の利益を見越して1000隻以上の商船が付いて来た。
デメトリオスがバリスタやカタパルトを何段にも装備した攻城塔のヘレポリス (helepolis) を建てるなど両軍共に様々な兵器を使って戦い、壮絶な攻防戦を繰り広げた。ロドス側はデメトリオスに対しよく防戦し、彼は攻囲を諦めざるを得なかった。
紀元前304年に戦いの長期化を望まないデメトリオスの父アンティゴノス1世とプトレマイオスとの妥協の産物として両者は講和条約を結んだ。この講和条約によりロドス島はデメトリオスとプトレマイオスとの戦争における中立を約した。これによってロドス島の海軍力をプトレマイオスに使わせまいとするアンティゴノス・デメトリオス父子の目的は一応は達せられた。また、デメトリオスは最終的にロドス征服こそ果たせなかったものの、その過程で他の都市を多く包囲、陥落させたため、ポリオルケルテス (攻城者) と呼ばれるようになった。

## その後
撤退の際にデメトリオスが置き去った兵器をロドスは売り払い、その利益を元にデメトリオスを退けた記念として今日ではロドス島の巨像として知られる太陽神ヘーリオスの像を作った。一方、東地中海の制海権で優位を保つことに成功したアンティゴノス・デメトリオス父子は次なる矛先をディアドコイの一人で、ギリシア・マケドニアに割拠するカッサンドロスに向けた。カッサンドロスはプトレマイオスはじめとする他のディアドコイと対アンティゴノス同盟を結んで対抗し、ディアドコイ戦争最大の会戦イプソスの戦いに至るのである。